# Severská jaderná elektrárna
Severská jaderná elektrárna (rusky Северская АЭС) je plánovanou jadernou elektrárnou v Rusku. Nacházet se bude v Tomské oblasti u města Seversk. Jejím účelem je nahradit odstavenou Sibiřskou jadernou elektrárnu. Bude provozovat nejméně dva tlakovodní reaktory VVER o hrubém výkonu minimálně 1200 MW každý.

## Historie a technické informace

### Počátky
Rozhodnutí postavit novou jadernou elektrárnu jako náhradu za starou, která byla zcela odstavena v roce 2008, bylo učiněno v roce 2007. Výstavbu nové elektrárny lobbují především tamní úřady, které se rovněž snaží změnit negativní postoje obyvatelstva oblasti a přesvědčit je, aby výstavbu jaderné elektrárny podporovali. V září 2007 myšlenku výstavby jaderné elektrárny v Tomské oblasti podpořilo vedení Rosatomu a Sergej Kirijenko.
Pro výstavbu jaderné elektárrny jsou zvažovány dvě různé lokality, obě u vesnice Samus. Konečné rozhodnutí o umístění staveniště mělo padnout v roce 2009, ale kvůli nedostatku financi byl proces odložen.
V roce 2011 Rosatom vyčlenil zhruba 300 milionů rublů pro přípravné práce, které zahrnovaly vytvoření inženýrských sítí, výstavbu pomocných staveb, ostrahu území a analýzu bezpečnosti.

### Aktuální stav
V listopadu 2012 zástupce Rosatomu Alexandr Lokšin prohlásil, že projekt nemá příliš vysokou prioritu a nejprve je nutné nahradit dosluhující bloky RBMK v Leningradu, Smolensku a Kursku. Z tohoto důvodu se termín zahájení výstavby nových jaderných elektráren posouvá na období po roce 2035. Seversk je však stále plánovanou jadernou elektrárnou.

## Informace o reaktorech
| Reaktor   | Typ reaktoru  | Výkon   | Výkon   | Zahájení výstavby | Připojení k síti | Uvedení do provozu | Uzavření |
| Reaktor   | Typ reaktoru  | Čistý   | Hrubý   | Zahájení výstavby | Připojení k síti | Uvedení do provozu | Uzavření |
| --------- | ------------- | ------- | ------- | ----------------- | ---------------- | ------------------ | -------- |
| Seversk-1 | VVER-1300/510 | 1115 MW | 1255 MW | po roce 2035      |                  |                    |          |
| Seversk-2 | VVER-1300/510 | 1115 MW | 1255 MW | po roce 2035      |                  |                    |          |